# Ekonomická renta
V ekonomii se pojem ekonomická renta používá pro označení platby pro vlastníka produkčního faktoru neboli vstupu, která převyšuje náklady na vstup faktoru do produkce. V klasické ekonomii se tento termín používá pro výnos za majetky, které nejsou vyprodukované (typicky půda) a za vstupy ve formě určitého privilegia oproti ostatním (typicky patenty nebo určitá forma exkluzivity).

## Ekonomická renta a transferový výdělek

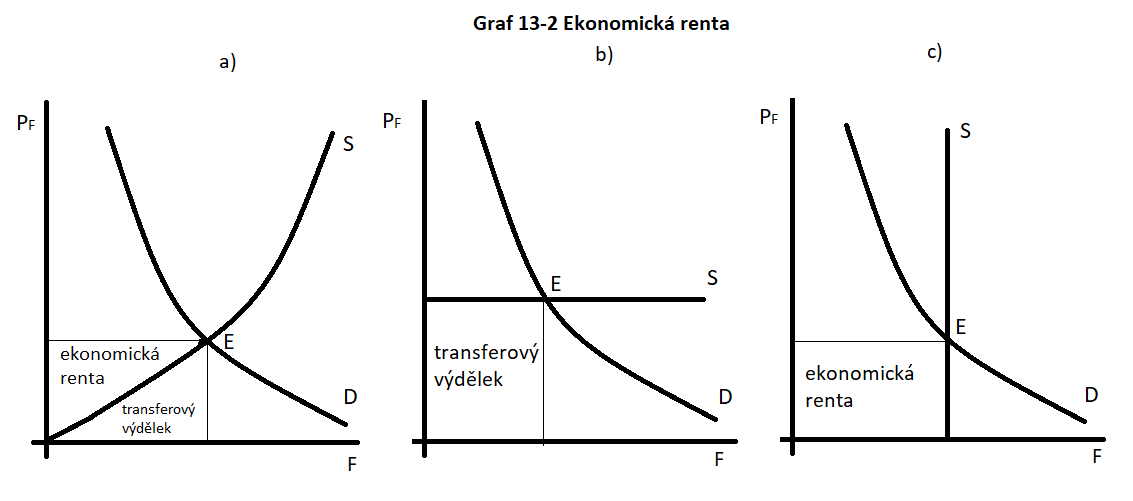
Graf ekonomické renty a transferového výdělku v případě normální, absolutně elastické a absolutně neelastické nabídky

Ekonomická renta na trhu výrobních faktorů představuje část celkového výdělku určitého vstupu, která není nutná k udržení výrobního faktoru v použití. Převyšuje tak transferový výdělek. V klasické ekonomii se termín také používá k označení jakéhokoli výdělku z nevyprodukovaných vstupů, např. půda nebo patenty. Ekonomická renta je přebytek nad transferovým výdělkem.
Transferový výdělek je výše výdělku, které by určitý vstup mohl dosáhnout při svém nejvýhodnějším alternativním využití. Představuje tedy částku, které musí vstup dosáhnout, aby mohl přesunout, neboli transferoval, svou službu do alternativního způsobu použití. Je to tak alternativní náklad daného vstupu.
Typický příklad je u mzdy. Když člověk X vydělává 25 000 Kč měsíčně a stačilo by mu 20 000 Kč měsíčně, pak musí nabízená mzda v jiném zaměstnání činit 20 000 Kč, aby člověk X změnil své zaměstnání, za předpokladu, že nemá osobní preferenci místa. 20 000 Kč je tedy transferový výdělek a ekonomická renta činí 5000 Kč (25 000 − 20 000).
Podíl transferového výdělku a ekonomické renty ovlivňuje elasticita nabídky vstupu. Obecně platí, že ekonomická renta klesá s rostoucí elasticitou nabídky. Tento podíl znázorňuje graf 13-2a. Zvláštním případem je pak absolutně elastická a absolutně neelastická nabídka. V případě absolutní elasticity nabídky je celkový výdělek tvořen pouze transferovým výdělkem a neexistuje ekonomická renta (viz graf 13-2b). V tomto případě jakékoli snížení ceny vstupu sníží jeho nabízené množství. Změnu rovnovážného množství určuje změna poptávky.
V opačném případě, tedy v případě absolutně neelastické nabídky, neexistuje transferový výdělek, a veškerý výdělek je tedy tvořen ekonomickou rentou, jak je vidět v grafu 13-2c. Tato renta se označuje jako čistá ekonomická renta. V tomto případě nemá vstup žádné alternativní využití. Hodnota tohoto vstupu v nejlepším alternativním použití je nulová, protože alternativní náklady jsou nulové. Nabídka určitého faktoru je fixní, bez ohledu na jeho cenu, která nemá žádný vliv na nabízené množství.